# 小窗格苔蘚蟲
小窗格苔蘚蟲（學名：Fenestrellina），又名木柵苔蘚蟲，是一屬已滅絕的苔蘚蟲，生存於志留紀至二疊紀末期的海洋中。其化石分布於世界各地。牠們的單體長約0.5~1毫米，但可以組成60公分或更大的群落，其群落呈扇狀或漏斗狀。

## 物種
- Fenestrellina cyclofenestrata Condra, 1902